# Общински театър (Сао Пауло)
Вижте пояснителната страница за други значения на Общински театър.
Общинският театър (на португалски: Theatro Municipal) е театър в град Сао Паулу, Бразилия.
Разположен на площад „Рамус ди Азиведу“ в самия център на града, той е сред символите на града както с архитектурната си стойност, така и поради историческото си значение.
Строителството на сградата започва през 1903 година, а театърът започва да функционира през 1912 г.
През 1922 г. там се провежда Седмицата на съвременното изкуство, която се превръща в повратна точка в развитието на бразилския културен живот.